# Scratch (programspråk)

Scratch logotyp

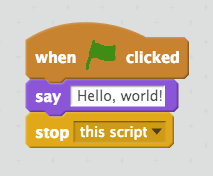
Ett skript som visar texten "Hello World" när programmet startas.

Scratch är ett grafiskt, eller blockbaserat, programspråk, som används som ett verktyg för att lära barn och ungdomar programmera och låta dem på ett intuitivt sätt tillverka spel, interaktiva berättelser och musik. Det kan laddas ned fritt eller användas gratis online. Version 3.0 släpptes i januari 2019 och är implementerat i HTML5 och Javascript. Det är översatt till mer än 50 språk.
I Scratch skapas programmen genom att man sammanfogar olika färgglada block, vilket gör att det är lätt att komma igång med.  Det kan användas för en rad pedagogiska och underhållande ändamål. Man kan skapa allt från matematiska och vetenskapliga projekt, till exempel simuleringar och visualiseringar av experiment, animerade presentationer, till spel och interaktiv konst.
När man skapat ett program i Scratch kan man enkelt dela det och låta andra testa det, eller till och med bygga vidare på det. 

## Historia
Scratch utvecklades av en liten grupp forskare vid Lifelong Kindergarten Group vid MIT Media Lab. Lanseringen skedde den 15 maj 2007. Version 1.0 var implementerat i programmeringsspråket Squeak.
2014 lanserades uppdateringen Scratch 2.0, som var implementerat i Adobe Flash och Actionscript. I januari 2019 släpptes version 3.0., som är implementerat i HTML5 och Javascript. En stor förbättring i version 3.0 är att man kan använda det på surfplattor, vilket man inte kunde i version 2.

## Scratch och hårdvara
Scratch kan användas för att programmera olika typer av hårdvara, såsom micro:bit, Makey Makey, Lego Boost och LEGO Mindstorms NXT.

## Övrigt
Scratch slogan är "Imagine, Program, Share". Deras maskot är en orange katt. 
Den svenska ideella föreningen Kodcentrum har skapat Kodboken, en webbsajt med steg-för-steg-övningar på svenska lämpliga för nybörjare som vill lära sig Scratch. 